# Ein Fall für zwei: Immer Ärger mit Ado
Immer Ärger mit Ado ist der Titel der 30. Episode der Krimiserie Ein Fall für zwei mit Günter Strack und Claus Theo Gärtner in den Hauptrollen.
Privatdetektiv Josef Matula wird in dieser Folge von Rechtsanwalt Dr. Renz damit beauftragt, als Bauarbeiter getarnt Erkundigungen bezüglich eines Klienten einzuholen. Die Vorgehensweise von Dr. Renz ist in diesem Fall aufgrund einer Gefälligkeit gegenüber seinem ihm sympathischen Mandaten insgesamt nicht ganz legal.

## Handlung
Der freundliche, allerdings wiederholt kleinkriminelle Ado Tschibulla sucht Dr. Renz auf, um das Strafmaß für eine geplante Straftat in Erfahrung zu bringen. Renz rät ihm von dieser ab und beauftragt Josef Matula damit, auf der Baustelle, auf der Ado arbeitet, die Hintergründe dessen zu ermitteln. Als sich eine Schlägerei entwickelt, entlässt der Vorgesetzte Kluge zur Strafe statt dem ebenfalls daran beteiligten Matula ausschließlich den Arbeiter Berger. Im Vertrauen berichtet Ado später gegenüber Matula, dass er Geld eben dieses Vorgesetzten aus einem Tresor in dessen Penthouse entwenden möchte, an dessen Einbau er beteiligt war.
Dr. Renz bespricht daraufhin mit Kluge, dass er beabsichtige, den ihm seit vielen Jahren bekannten und sympathischen Ado diese Straftat begehen zu lassen, um ihn auf frischer Tat zu ertappen. Dies erachtet er als eine Art Erziehungsmaßnahme. Kluge ist damit einverstanden.
Matula bietet sich Ado als vorgeblicher Komplize an, was von diesem jedoch abgelehnt wird. Anschließend verfolgt Matula ihn unauffällig zu einem Park in der Frankfurter Innenstadt, wo er sich mit einem unbekannten, formell gekleideten Mann trifft.
Ado und Matula lassen heimlich eine Kopie des Schlüssels zu Kluges Wohnung anfertigen. Renz und Kluge inszenieren dort eine angebliche Renovierungsaktion, die Ado und Matula während Kluges mehrtägiger Abwesenheit durchführen sollen. Bei den entsprechenden Vorbereitungsarbeiten entsteht ein Kratzer auf der Oberseite einer wertvollen Kommode. Kluge wirft die beiden Arbeiter infolge dessen aus der Wohnung.
Nachts erscheint Ado nicht am mit Matula vereinbarten Treffpunkt auf der Baustelle, um den Schweißbrenner von dort zu entwenden. Matula stellt fest, dass dieser bereits fehlt. Renz, der im Penthouse auf die beiden wartet, ist überrascht, als Matula allein dort erscheint und dies berichtet. Über die Taxizentrale findet Renz daraufhin heraus, dass der Mann, mit dem sich Ado getroffen hatte, ein Juwelier ist. Renz und Matula suchen umgehend dessen Geschäft auf, wo dieser sich von Ado zwecks eines Versicherungsbetrugs seinen leeren Tresor aufbrechen lässt. Matula kann knapp verhindern, dass der Juwelier Ado anschließend erschießt, um ihn als Zeugen zu beseitigen. Dr. Renz bietet Ado seine Hilfe an, indem er den von sich selbst erdachten und eigentlich geplanten Raub entsprechend umdichtet.

## Hintergrund
Die Episode wurde überwiegend im Rhein-Main-Gebiet gedreht. Die Kulisse der Kanzlei von Dr. Renz befand sich im Hotel InterContinental Frankfurt. In einer Szene ist das Uhrtürmchen zu sehen. An dessen Standort zweigen der Sandweg, die Pfingstweidstraße und die Zeil von der Friedberger Anlage ab. Eine andere Szene spielt am Goethedenkmal. Kluges angebliches Penthouse befindet sich in unmittelbarer Nähe der Paulskirche.